# Castniomera
Castniomera es un género de lepidópteros de la familia  Castniidae. Fue descrito por  Houlbert en 1918, consta de una sola especie: Castniomera atymnius. Es originaria de Venezuela.

## Subespecies
- Castniomera atymnius atymnius (eastern Brazil, French Guiana, Colombia)
- Castniomera atymnius drucei (Schaus, 1911) (Colombia, Costa Rica)
- Castniomera atymnius ecuadorensis (Houlbert, 1917) (Ecuador)
- Castniomera atymnius futilis (Walker, 1856) (Nicaragua, México, Honduras, Panama)
- Castniomera atymnius humboldti (Boisduval, [1875]) (Colombia)
- Castniomera atymnius immaculata (Lathy, 1922) (French Guiana)
- Castniomera atymnius newmanni (Houlbert, 1917) (Panama to Colombia, Venezuela)